# 凱爾丘
凱爾丘（英語：Kyle Cone）是南極洲的火山丘，位於羅斯島東部，處於克羅澤角附近，以威靈頓維多利亞大學探險隊的地質學家命名，現時由南極條約體系管理。